# Frances Ellen Baker
Frances Ellen Baker (* 19. Dezember 1902 in Lincoln (Nebraska); † 4. April 1995 in Peoria (Arizona)) war eine US-amerikanische Mathematikerin und Hochschullehrerin. Sie war Professorin am Vassar College in Poughkeepsie, New York.

## Leben und Werk
Baker war die älteste von zwei Töchtern der Musiklehrerin Katherine und des Mathematikers Richard Philip Baker. Sie erhielt ihre Grundschulbildung von ihren Eltern und besuchte bis 1919 das öffentliche Gymnasium in Iowa City. Anschließend studierte sie an der University of Iowa und schloss ihr Grundstudium 1923 magna cum laude ab. Die nächsten zwei Jahre studierte sie hauptsächlich unter der Leitung ihres Vaters, der Assistenzprofessor an der University of Iowa war. Während ihres letzten Jahres bekam sie ein Graduiertenstipendium und unterrichtete ein Semester lang einen Mathematikkurs für Studienanfänger, bevor sie 1925 einen Master-Abschluss in Mathematik erhielt. Anschließend unterrichtete sie bis 1927 Mathematik und Physik und war Abteilungsleiterin am Tabor College in Iowa. Aufgrund finanzieller Schwierigkeiten wurde das Tabor College 1927 geschlossen, und sie bekam bis 1928 eine ähnliche Position am Jefferson City Junior College in Missouri. Nach einer Europareise mit ihrer Schwester Gladys Elizabeth Baker lehrte sie 1929 an der University of Chicago. Danach war sie bis 1931 Dozentin für Mathematik und Abteilungsleiterin am Junior College und der Senior High School in Creston, Iowa. 1931 kehrte sie an die University of Chicago mit einem Stipendium zurück, wo sie 1934 bei Leonard E. Dickson mit der Dissertation „A Contribution to the Waring Problem for Cubic Functions“ promovierte. Obwohl sie ihre Dissertation nicht veröffentlichte, wurde diese 1934 in mehreren Artikeln zitiert.
Von 1934 bis 1935 war sie Dozentin am Vassar College, und anschließend unterrichtete sie als Assistenzprofessorin bis 1942 am Mount Holyoke College, als Emilie Martin nach fast dreißig Jahren in den Ruhestand getreten war. 1942 wurde sie am Vassar College als außerordentliche Professorin eingestellt, 1951 zur Professorin befördert und trat 1968 als emeritierte Professorin in den Ruhestand.
Sie war Ehrenmitglied an der University of Wisconsin–Madison. Sie verbrachte das akademische Jahr 1952 bis 1953 an der Princeton University, 1960 bis 1961 an der University of North Carolina at Chapel Hill und den Sommer 1953 an der University of California, Berkeley. 1943 und 1944 hielt sie Vorträge an der Rutgers University und der McGill University über die mathematischen Modelle, die ihr Vater vierzig Jahre vorher konstruiert hatte. Einige Jahre vor ihrer Pensionierung war sie Rezensentin für das Bibliotheksjournal Choice, worin sie 25 Bücher rezensierte.
Als ihre Gesundheit sich verschlechterte, zog sie 1989 in das „Plaza del Rio Care Center“ in Peoria (Arizona), wo sie bis zu ihrem Tod 1995 lebte.

## Mitgliedschaften
- American Mathematical Society
- Mathematical Association of America
- New York Academy of Sciences
- History of Science Society
- Sigma Delta Epsilon
- Phi Beta Kappa
- Sigma Xi

## Veröffentlichungen (Auswahl)
- 1928: Compound statements on four classes. Amer. J. Math. 50:195–208
- 1938: Comments on a paper by Dr. Doole. Amer. Math. Monthly 45:679–81.